# Maison au 1, quai Saint-Nicolas à Strasbourg
La maison au 1, quai Saint-Nicolas est un monument historique situé à Strasbourg, dans le département français du Bas-Rhin.

## Localisation
Ce bâtiment est situé au 1, quai Saint-Nicolas à Strasbourg.

## Historique
Le peintre et illustrateur romantique Théophile Schuler y avait son atelier.
En 1929, la Société des amis des arts de Strasbourg (actuelle SAAMS) y fit apposer un médaillon en bronze réalisé en 1853 par Bartholdi.
L'édifice fait l'objet d'une inscription au titre des monuments historiques depuis 1929.